# Уварово (Калининградская область)
Уварово (до 1938 — Риббенишкен (нем. Ribbenischken), до 1947 — Риббенау (нем. Ribbenau)) — посёлок в Нестеровском муниципальном округе Калининградской области.

## География
Находится в юго-восточной части Калининградской области, в зоне хвойно-широколиственных лесов, в пределах Виштынецкой возвышенности, посреди лесного массива Роминтенская пуща, на расстоянии примерно 26 километров (по прямой) к юго-юго-востоку от города Нестерова, административного центра района. Абсолютная высота — 187 метров над уровнем моря.

### Часовой пояс
Посёлок Уварово как и вся Калининградская область, находится в часовой зоне МСК−1. Смещение применяемого времени относительно UTC составляет +2:00.

## История
До 1938 года носил название Риббенишкен (нем. Ribbenischken). В период с 1938 по 1950 годы назывался Риббенау (нем. Ribbenau). В период с 2008 по 2018 годы Уварово входило в состав Чистопрудненского сельского поселения Нестеровского района, с 2018 по 2022 годы — в состав Нестеровского городского округа.

## Население
| 1910 | 1933 | 1939 | 2002 | 2010 |
| ---- | ---- | ---- | ---- | ---- |
| 192  | ↘176 | ↘170 | ↘45  | ↘26  |

### Национальный состав
Согласно результатам переписи 2002 года, в национальной структуре населения русские составляли 76 %.